# Пляжний м'яч

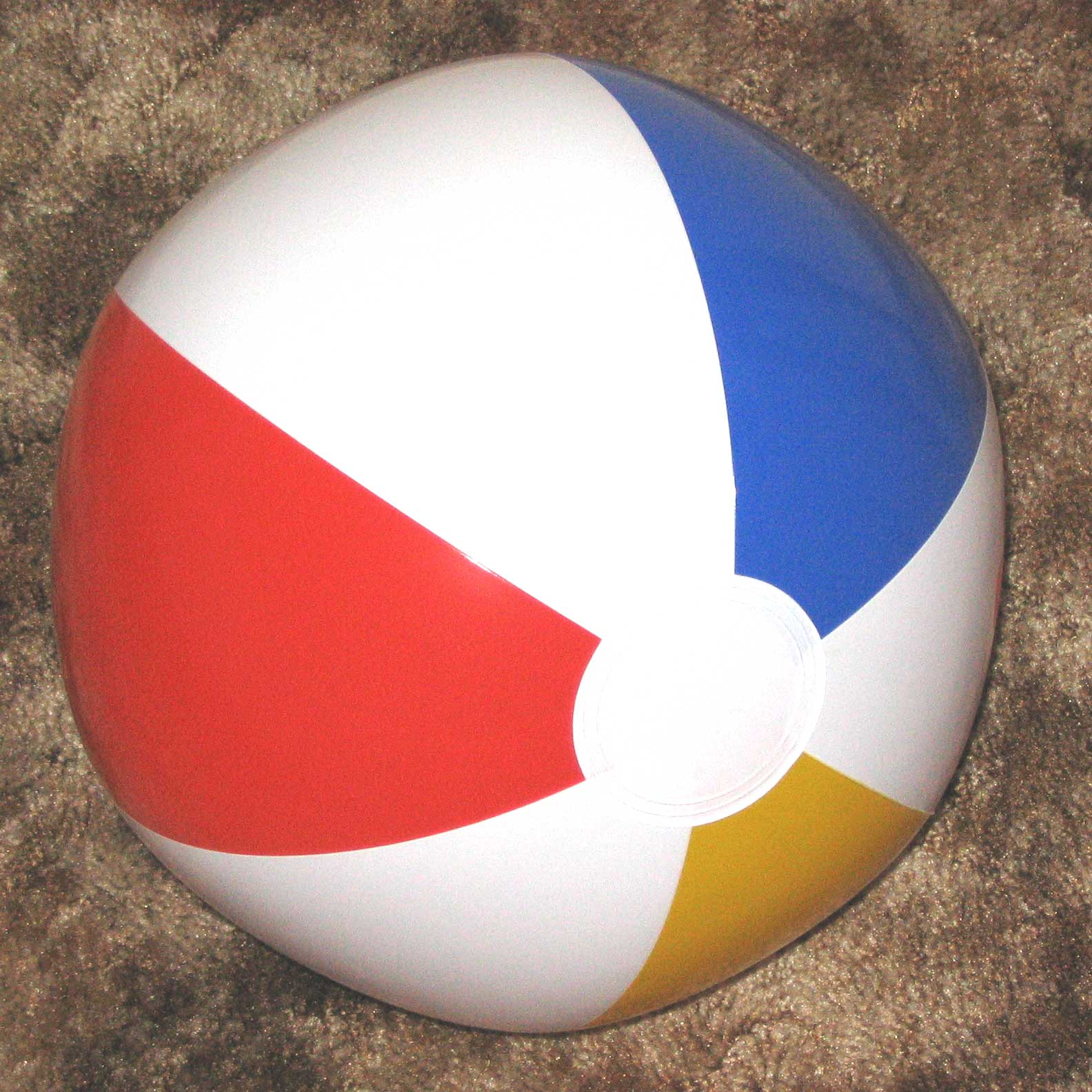
Пляжний м'яч

Пляжний м'яч — це надувний м'яч для ігор на пляжі та воді. Невеликі розмір і вага вимагають мало зусиль для гри в м'яч.
Вони стали популярними у фільмах на пляжні тематики 1960-х років, в яких знялися Аннет Фунічелло та Френкі Авалон. Ці фільми включають Beach Party, Muscle Beach Party, Бінго на пляжній ковдрі та How to Stuff a Wild Bikini.

## Дизайн
Пляжні м'ячі коливаються від ручного розміру до понад 3 футів (0,91 м) завширшки і більше. Вони, як правило, складаються з м'яких пластикових шматочків видовгувастої форми, та з двох круглих торцевих шматочків, один клапан призначений для надування ротом або насосом. Поширений дизайн — вертикальні суцільні кольорові смуги, що чергуються з білими смужками. Існують також численні інші дизайни, які включають, але не обмежуються простими пляжними дизайнами в єдиному суцільному кольорі, також існують рекламні пляжні м'ячі з рекламою або лозунгами компанії, як глобуси або як Emojis.
Деякі виробники визначають розмір своїх пляжних куль (який часто плутають з діаметром) як довжину пластикових шматочків, з яких складається м'яч, від кінчика до кінчика (приблизно половину окружності) або навіть довжину шматочків до того, як їх кінці будуть вирізані і приєдналися до м'ячу. Таким чином, справжній діаметр становить приблизно {\displaystyle {\frac {2}{\pi }}} (≈ 0,6366…) номінального розміру.
Більше того, існують інші розміри пляжних м'ячів — від менших до великих. Існують пляжні м'ячі, які мають діаметр 1,5 фута (1,5 м) або навіть 9 футів (2,7 м).
Найбільший у світі пляжний м'яч був зроблений у Лондоні, Англія, 30 травня 2017 року. Його перевезла баржа на річці Темза. Він мав діаметр 65,5 фута (20,0 м) зі словом «Baywatch», написаним на м'ячі. Він був створений Paramount Pictures для просування фільму 2017 року Baywatch. Рекорд був зареєстрований Гіннесом, а сертифікати були видані учасникам акторського складу.

## Використання

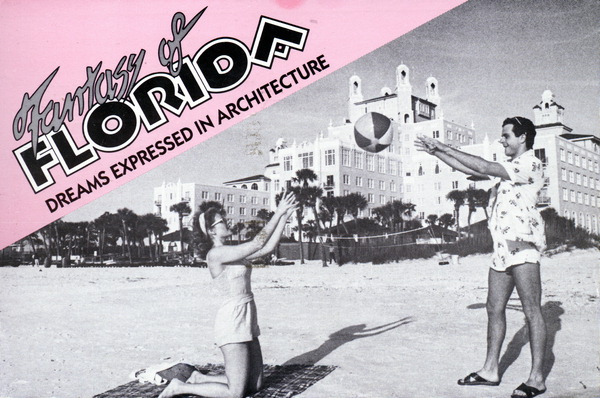
Пара, що грається з пляжним м'ячем на листіфці з Флориди 1985 року.

Спортивні пляжні види спорту з м'ячем включають водне поло та волейбол. Хоча вони значно дешевші, ніж професійнф м'ячі, вони також менш міцні, оскільки більшість з них виготовлені з м'якого пластику. Гігантськими пляжними м'ячами кидаються між натовпами на концертах, фестивалях та спортивних заходах. Вони підстрибують навколо натовпу на крикет, бейсболі та футбольних іграх, але часто конфіскуються охороною заради безпеки. Деякі співробітники охорони на людних заходах можуть навіть оглянути середину пляжнихм'ячів, швидше за все, шукаючи нелегальні предмети (наприклад, наркотики), які можуть перевозитися всередині пляжного м'яча. Охоронці можуть також зробити це, щоб пляжний м'яч не міг опинитися на полі і не перешкоджати або відволікати гравців, як це сталося в серпні 1999 року, в бейсбольній грі між індіанцями Клівленда та Лос-Анджелес-Ангелами, де відволікання м'ячем викликало на полі призвело до поразки Ангелів.
Легка вага і стійкість роблять пляжні м'ячі ідеальними для навчання тюленів, балансувати на носах м'ячами, що стало зразковим виступом. Пляжні кулі також є популярною опорою, яка використовується у фотографії купальників та рекламування або представлення пляжних тематичних подій чи локацій.